# U-Time
U-Time é um grupo de rap brasileiro formado em São Paulo, no ano de 2005. Um único álbum foi lançado, em 2007, chamado Trutas e Quebradas. Segundo declarado pelos integrantes do grupo, o significado de U-Time é União e Time para um grupo de pessoas dispostas a vencerem obstáculos.

## Carreira
O grupo teve início em 2005, quando Don Pixote, rapper paulistano e vocalista do grupo, conheceu o principal integrante do grupo Racionais MC's, Mano Brown, em um ensaio da escola de samba Vai-Vai. Desde aí, Don Pixote começou a frequentar shows do grupo RZO, onde ele conheceu os integrantes Nego Vando e Calado, que decidiram formar o U-Time
O grupo trouxe uma nova geração do rap, baseado em soul, funk, MPB e hip hop. Em 2007, o lançou o seu primeiro trabalho, o álbum Trutas e Quebradas, que contou com dezesseis faixas, sendo quase todas produzidas por DJ Cia, mas também com participação de Mano Brown, Edi Rock e o próprio Don Pixote. Há participação especial de vários artistas no álbum, sendo eles: Negra Li, Ice Blue, Edi Rock, Helião, DJ Néu e Carlos Dread. O disco conta com a parceria ilustre da gravadora Cosa Nostra, criada pelo maior grupo de rap do país.
Após o lançamento do álbum, o grupo ganha um novo integrante, DJ Ajamu, ex-integrante do RZO. 
Está previsto o lançamento das versões em DVD e vinil do disco Trutas e Quebradas. As principais faixas do grupo são "O inimigo é de Graça", "A Ideia" e "Tudo de Bom" veiculadas pelas rádios FM, com destaque para a emissora 105 FM, reconhecida em todo país por seu programa Espaço RAP que toca prioritariamente o Hip-Hop nacional.

## Discografia
- 2007 - Trutas e Quebradas